# Wamsutter
Wamsutter è un centro abitato (town) degli Stati Uniti d'America, situato nella Contea di Sweetwater nello Stato del Wyoming. Nel censimento del 2000 la popolazione era di 261 abitanti.

## Geografia fisica
Secondo i rilevamenti dell'United States Census Bureau, la località di Wamsutter si estende su una superficie di 3,4 km², tutti occupati da terre.

## Popolazione
Secondo il censimento del 2000, a Wamsutter vivevano 261 persone, ed erano presenti 65 gruppi familiari. La densità di popolazione era di 76,7 ab./km². Nel territorio comunale si trovavano 148 unità edificate. Per quanto riguarda la composizione etnica degli abitanti, il 93,87% era bianco, lo 0,77% era nativo, il 3,07% apparteneva ad altre razze e il 2,30% a due o più. La popolazione di ogni razza ispanica corrispondeva al 13,03% degli abitanti.
Per quanto riguarda la suddivisione della popolazione in fasce d'età, il 31,4% era al di sotto dei 18, il 6,9% fra i 18 e i 24, il 34,9% fra i 25 e i 44, il 23,8% fra i 45 e i 64, mentre infine il 3,1% era al di sopra dei 65 anni di età. L'età media della popolazione era di 33 anni. Per ogni 100 donne residenti vivevano 119,3 uomini.